# Кунтоминтар
Кунтоминтар — действующий вулкан на острове Шиашкотан Большой Курильской гряды.
Сложный стратовулкан в кальдере. Высота 828 м. Расположен в центральной части полуострова Никонова.

Известно извержение 1927 года[уточнить]. Приписываемое вулкану извержение 1872 года, в результате которого была уничтожена деревня айнов, ошибочно. На самом деле извергался соседний вулкан Синарка. Впервые об этом указал советский вулканолог Георгий Горшков. Он пишет следующее:
Извержения Синарки известны в первой половине XVIII в., в 1846 и 1855 гг. В 1872 года на Шиашкотане извержением была разрушена деревня айнов. Мы считали ранее (Горшков, 1954), что деревня находилась у южного вулкана Кунтоминтар. Однако при дальнейшем изучении оказалось, что следов недавних извержений там нет, а форма, которая рассматривалась как боковой эксплозивный кратер, является эрозионной. По всей очевидности, эта деревня находилась на берегу пролива Шиашкотан, у северного окончания острова…
В настоящее время фиксируется фумарольная и термальная активность.